# Francisco Gabrielli
Francisco José Gabrielli (Mendoza, 18 de marzo de 1902 - Mendoza, 11 de junio de 1995) fue un ingeniero y político argentino, miembro del Partido Demócrata, gobernador de la provincia de Mendoza; dos veces como gobernador constitucional en 1961-1962 y 1963-1966; y una como interventor federal de facto en 1970-72, durante la dictadura militar autodenominada «Revolución Argentina».

## Formación e inicios
Ingeniero, ocupó sus primeros cargos públicos en 1941, superintendente general de Irrigación.
El Partido Demócrata ganó las elecciones provinciales y llegó nuevamente al poder en 1961 con Gabrielli como gobernador. En las elecciones de 1963 volvió a ganar Gabrielli como gobernador por el Partido Demócrata de Mendoza.

## Interventor federal
Fue interventor federal de la provincia desde julio de 1970 hasta abril de 1972. Durante su Gobierno se produjo el estallido social tras una masiva manifestación ante la casa de gobierno provincial realizada el día 2 de abril, para oponerse a un aumento del 300% en las tarifas de electricidad. La respuesta de Francisco Gabrielli, histórico dirigente del Partido Demócrata (conservador), fue prohibir las manifestaciones en la provincia. Renunció como tal como consecuencia de la revuelta popular conocida como el Mendozazo.En el curso de la misma fueron asesinadas por la Policía de Mendoza tres personas: el canillita Ramón Quiroga, la comerciante Susana Gil de Aragón y el estudiante peronista Luis Mallea.Las docentes desde hacía dos años estaban en lucha con paros y movilizaciones. En 1972 no comenzaron las clases y declararon la huelga por tiempo indeterminado. A esto se sumaran los estatales que también estaban en conflicto y los trabajadores de la salud reclamaban aumentos salariales que habían sido suspendidos desde 1971. Semanas antes diputados opositores peronistas habían presentado en sociedad informes sobre corrupción y desvío de fondos públicos del Banco de Mendoza a allegados de Gabrielli y máximos dirigentes del Partido Demócrata, a pesar de la desmentida de Gabrielli el 15 de enero de 1972 el vicegobernador interino admitió las pruebas que circulaban en su contra y confirmó que la sede del Partido Demócrata de Mendoza había sido utilizada para ocultar dinero perteneciente a las utilidades del Banco de Mendoza.

## Homenajes póstumos
- Aeropuerto Internacional «Francisco Gabrielli» de Las Heras, Mendoza.